# Холланд, Кевин
Ке́вин Хо́лланд (англ. Kevin Holland; род. 5 ноября 1992 года, Риверсайд, Калифорния, США) — американский боец смешанных единоборств, представитель полусредней и средней весовых категорий. Выступает на профессиональном уровне начиная с 2015 года, известен по участию в турнирах бойцовских организаций UFC, Bellator, King of the Cage и Legacy Fighting Alliance. Занимает 15 строчку официального рейтинга UFC в полусреднем весе

## Биография
Родившийся в Риверсайд, Калифорния и выросший в Ранчо Кукамонга и Онтарио, Холланд начал заниматься боевыми искусствами, когда ему было 16 лет, и был поклонником Жоржа Сен-Пьера. Он влюбился в UFC после просмотра UFC 100, в первый раз он наблюдал за UFC, когда он навещал своего отца в Филадельфии.

## Карьера в смешанных единоборствах

### Раняя карьера
После любительского рекорда в 5-0 Холланд начал свой профессиональный путь в ММА в 2015 году. Он сражался под различными промоушенами, такими как Xtreme Knockout, Legacy Fighting Championship, King of the Cage, Bellator MMA, Legacy Fighting Alliance и накопил рекорд 12-3 до своего подписания в UFC.

### Претендентская серия Дэйны Уайта
Холланд появился в Dana White’s Tuesday Night Contender Series. Он встретился с Уиллом Сантьяго и выиграл бой единогласным решением судей 12 июня 2018 года. Даже с победой, Холланду не был предложен контракт, но он был доставлен в лице Тьяго Сантос на турнире UFC 227.

### Ultimate Fighting Championship
Холланд дебютировал в UFC 4 августа 2018 года, в бою против Тьяго Сантоса на турнире UFC 227.Кевин проиграл бой единогласным решением судей.
Кевин провёл свой следующий бой 24 ноября 2018 года против Джона Филлипса.
В следующем бою Холланд столкнулся с Джеральдом Миршертом 30 марта 2019 года, на турнире UFC on ESPN: Barboza vs. Gaethje.
Холланд столкнулся с Алессио Ди Кирико 22 июня 2019 года на UFC Fight Night 154: Мойкану vs. Корейский зомби.
Второе поражение в организации Кевин потерпел в бою против Брендана Аллена на турнире UFC on ESPN 6: Рейес vs. Вайдман
Кевин должен был столкнуться с Джеком Мэршманом 21 марта 2020 года. Однако 9 апреля Дана Уайт, президент UFC, объявил, что это мероприятие переносится. Вместо этого Холланд столкнулся с Энтони Эрнандесом 16 мая 2020 года на UFC on ESPN: Overeem vs. Harris.
Следующий бой Холланда был запланирован на 30 мая 2020 года против Даниэля Родригеса, на турнире UFC on ESPN: Woodley vs. Burns. Однако 26 мая Холланд был вынужден отказаться от запланированного поединка с Даниэлем Родригесом из-за травмы и он был заменен рекламным новичком Габриэлем Грином.
Кевин Холланд должен был столкнуться с Тревином Джайлсом 1 августа 2020 года, на турнире UFC Fight Night: Брансон vs. Шахбазян.В свою очередь, Тревин Джайлс упал в обморок незадолго до своего ухода с официальных взвешиваний, и бой был отменен.
Холланд встретился с Хоакином Бакли 8 августа 2020 года на UFC Fight Night 174.Он выиграл бой техническим нокаутом в третьем раунде. Эта победа принесла ему награду «Выступление вечера». В следующем бою он встретился с Дарреном Стюартом 19 сентября 2020 года на UFC Fight Night 178, выиграв бой раздельным решением судей.
Холланд должен был встретиться с Махмудом Мурадовым, заменив травмированного Кшиштофа Йотко 31 октября 2020 года на UFC Fight Night 181. В свою очередь, Мурадов был снят с боя из-за положительного теста на COVID-19 и был заменен Чарли Онтиверосом. Холланд выиграл бой в первом раунде, когда Онтиверос устно сдался после травмы шеи из-за удара. За этот бой Кевин получил награду «Выступление вечера».
Холланд должен был встретиться с Джеком Херманссоном на UFC on ESPN: Херманссон vs. Веттори 5 декабря, заменив травмированного Даррена Тилла. Однако 28 ноября было объявлено, что Холланд был снят с боя из-за положительного результата теста на COVID-19.
Кевин встретился с Роналду Соузой 12 декабря 2020 года на UFC 256. Он выиграл бой нокаутом в первом раунде. Этот бой знаменует собой рекорд по количеству побед UFC в 2020 году (5). За этот бой Кевин получил награду «Выступление вечера».
Кевин встретился с Дереком Брансоном 20 марта 2021 года на UFC Fight Night: Брансон vs. Холланд, бой прошел все 5 раундов, и по итогу судьи отдали победу единогласным решением Брансону.
В следующий раз он встретился с Марвином Веттори 10 апреля 2021 года на UFC on ABC: Веттори vs. Холланд, бой прошел все 5 раундов, и по итогу судьи отдали победу единогласным решением Веттори.
На турнире UFC Fight Night: Сантус vs. Уокер Кевин подрался с Кайлом Докосом. Первоначально, победа сабмишеном была за Докосом, но из-за столкновения головами, Холланд не смог полноценно провести поединок. Бой был признан как не состоявшимся.
В 2022 году, Кевин решил спуститься в полусредний дивизион, и на своём дебюте ему пришлось встретиться с Алексом Оливейрой на турнире UFC 272 5 марта 2022 года. Поначалу, Алекс имел преимущество над Кевином, он перебивал его и переводил в партер, но во втором раунде, Кевин собрался и нокаутировал Алекса, а также получил награду «лучшее выступление вечера».

## Титулы и достижения

### Смешанные единоборства
Ultimate Fighting Championship
- Бонус за «Выступление вечера» (девять раз) против Хоакина Бакли, Чарли Онтивероса, Роналду Соузы, Алекса Оливейры, Тима Минса, Майкла Кьезы, Михала Олексейчука, Гульнара Нельсона и Висенте Луке
- Бонус за «Бой вечера» (один раз): против Стивена Томпсона;
- Наибольшее количество побед (5 раз) в среднем весе в календарном 2020 году
- Наибольшее количество боев за 12-месячный период в истории UFC (7) с мая 2020 года по апрель 2021 года
- Второй по количеству бонусов за «Выступление вечера» в истории UFC (9)

### UFC Honors Awards
- Номинант на премию «Выступление года» по версии президента против Роналду Соузы и номинант на премию «Нокаут года» по версии болельщиков против Роналду Соузы (2020)

### UFC.com Awards
- 3 место: «Боец года»; 4 место: «Нокаут года» против Роналду Соузы (2020)
- 4 место: «Бой года» против Стивена Томпсона (2022)

Xtreme Knockout
- Чемпион в полусреднем весе;
- Чемпион в среднем весе;
  - Одна защита пояса.

BT Sport
- 2020 Мужчина-боец года.

Cageside Press
- 2020 Мужчина-боец года.

MMAjunkie.com
- 2020 нокаут месяца (декабрь) против: Роналду Соузы;
- 2020 Прорыв года;
- 2020 Мужчина-боец года.

MMA Weekly
- 2020 Прорыв года.

The Athletic
- 2020 Прорыв года.

Sherdog
- 2020 Прорыв года.

### Любительские титулы и достижения
Premiere Combat Group
- Чемпион PCG в полусреднем весе.

Belts of Honorious
- Чемпион BOH в полусреднем весе.

## Статистика в профессиональном ММА
По данным Sherdog:
| Боёв 43         | Побед 28 | Поражений 14 |
| --------------- | -------- | ------------ |
| Нокаутом        | 14       | 2            |
| Сдачей          | 9        | 4            |
| Решением        | 5        | 8            |
| Не состоявшихся | 1        | 1            |

| Результат    | Рекорд    | Соперник             | Способ                                         | Турнир                                       | Дата             | Раунд | Время | Место                          | Примечание |
| ------------ | --------- | -------------------- | ---------------------------------------------- | -------------------------------------------- | ---------------- | ----- | ----- | ------------------------------ | --- |
| Поражение    | 28-14 (1) | Даниэль Родригес     | Единогласное решение                           | UFC 318                                      | 19 июля 2025     | 3     | 5:00  | Новый Орлеан, Луизиана, США    | |
| Победа       | 28-13 (1) | Висенте Луке         | Сдача (Д'Арс)                                  | UFC 316                                      | 7 июня 2025      | 2     | 1:03  | Ньюарк, Нью-Джерси, США        | «Выступление вечера» (9) |
| Победа       | 27-13 (1) | Гуннар Нельсон       | Единогласное решение                           | UFC Fight Night: Эдвардс vs. Брэди           | 22 марта 2025    | 3     | 5:00  | Лондон, Англия                 | «Выступление вечера» (8) |
| Поражение    | 26-13 (1) | Ренье Де Риддер      | Сдача (удушение сзади)                         | UFC 311                                      | 18 января 2025   | 1     | 3:31  | Инглвуд, Лос-Анджелес, США     | |
| Поражение    | 26-12 (1) | Роман Долидзе        | TKO (травма)                                   | UFC 307                                      | 5 октября 2024   | 1     | 5:00  | Солт-Лейк-Сити, Юта, США       | |
| Победа       | 26-11 (1) | Михал Олексейчук     | Сдача (рычаг локтя)                            | UFC 302                                      | 1 июня 2024      | 1     | 1:34  | Ньюарк, Нью-Джерси, США        | Вернулся в средний вес. «Выступление вечера» (7).                                                                                  |
| Поражение    | 25-11 (1) | Майкл Пэйдж          | Единогласное решение                           | UFC 299                                      | 9 марта 2024     | 3     | 5:00  | Майами, Флорида, США           | |
| Поражение    | 25-10 (1) | Джек Делла Маддалена | Раздельное решение                             | Noche UFC: Грассо vs. Шевченко 2             | 16 сентября 2023 | 3     | 5:00  | Лас-Вегас, Невада, США         | |
| Победа       | 25-9 (1)  | Майкл Кьеза          | Удушающий приём (Д’Арс)                        | UFC 291                                      | 29 июля 2023     | 1     | 2:39  | Солт-Лейк-Сити, Юта, США       | «Выступление вечера» (6). |
| Победа       | 24-9 (1)  | Сантьяго Понциниббио | Нокаут (удар)                                  | UFC 287                                      | 8 апреля 2023    | 3     | 3:16  | Майами, Флорида, США           | |
| Поражение    | 23-9 (1)  | Стивен Томпсон       | Технический нокаут (остановка углом)           | UFC on ESPN: Томпсон vs. Холланд             | 3 декабря 2022   | 4     | 5:00  | Орландо, Флорида, США          | «Лучший бой вечера» (1). |
| Поражение    | 23-8 (1)  | Хамзат Чимаев        | Удушающий приём (Д’Арс)                        | UFC 279                                      | 10 сентября 2022 | 1     | 2:13  | Лас-Вегас, Невада, США         | Бой в промежуточном весе (81,65 кг)                                                                                                |
| Победа       | 23-7 (1)  | Тим Минс             | Удушающий приём (Д’Арс)                        | UFC on ESPN: Каттар vs. Эмметт               | 18 июня 2022     | 2     | 1:28  | Остин, Техас, США              | «Выступление вечера» (5). |
| Победа       | 22-7 (1)  | Алекс Оливейра       | Технический нокаут (удары руками)              | UFC 272                                      | 5 марта 2022     | 2     | 0:38  | Лас-Вегас, Невада, США         | Дебют в полусреднем весе. «Выступление вечера» (4).                                                                                |
| Не состоялся | 21-7 (1)  | Кайл Докос           | Признан несостоявшимся (столкновение головами) | UFC Fight Night: Сантус vs. Уокер            | 2 октября 2021   | 1     | 3:43  | Лас-Вегас, Невада, США         | После столкновения головами Холланд продолжил бой и был задушен Докосом, затем после видеопросмотра бой был признан несостоявшимся |
| Поражение    | 21-7      | Марвин Веттори       | Единогласное решение                           | UFC on ABC: Веттори vs. Холланд              | 10 апреля 2021   | 5     | 5:00  | Лас-Вегас, Невада, США         | |
| Поражение    | 21-6      | Дерек Брансон        | Единогласное решение                           | UFC on ESPN: Брансон vs. Холланд             | 20 марта 2021    | 5     | 5:00  | Лас-Вегас, Невада, США         | |
| Победа       | 21-5      | Роналду Соуза        | Нокаут (удары)                                 | UFC 256                                      | 12 декабря 2020  | 1     | 1:45  | Лас-Вегас, Невада, США         | Рекорд UFC по числу побед (5 раз) в календарном году. «Выступление вечера» (3).                                                    |
| Победа       | 20-5      | Чарли Онтиверос      | Технический нокаут (бросок)                    | UFC Fight Night: Холл vs. Силва              | 31 октября 2020  | 1     | 2:39  | Лас-Вегас, Невада, США         | «Выступление вечера» (2). |
| Победа       | 19-5      | Даррен Стюарт        | Раздельное решение                             | UFC Fight Night: Ковингтон vs. Вудли         | 19 сентября 2020 | 3     | 5:00  | Лас-Вегас, Невада, США         | |
| Победа       | 18-5      | Хоакин Бакли         | Нокаут (удар)                                  | UFC Fight Night: Льюис vs. Олейник           | 8 августа 2020   | 3     | 0:32  | Лас-Вегас, Невада, США         | «Выступление вечера» (1). |
| Победа       | 17-5      | Энтони Эрнандес      | Технический нокаут (удар коленом и руками)     | UFC on ESPN: Оверим vs. Харрис               | 16 мая 2020      | 1     | 0:39  | Джэксонвилл, Флорида, США      | |
| Поражение    | 16-5      | Брендан Аллен        | Удушающий приём (сзади)                        | UFC on ESPN: Рейес vs. Вайдман               | 18 октября 2019  | 2     | 3:38  | Бостон, Массачусетс, США       | |
| Победа       | 16-4      | Алессио Ди Кирико    | Единогласное решение                           | UFC Fight Night: Мойкану vs. Корейский зомби | 22 июня 2019     | 3     | 5:00  | Гринвилл, Южная Каролина, США  | |
| Победа       | 15-4      | Джеральд Миршерт     | Раздельное решение                             | UFC on ESPN 2: Барбоза vs. Гейджи            | 30 марта 2019    | 3     | 5:00  | Филадельфия, Пенсильвания, США | |
| Победа       | 14-4      | Джон Филлипс         | Удушающий приём (сзади)                        | UFC Fight Night: Блэйдс vs. Нганну 2         | 24 ноября 2018   | 3     | 4:05  | Пекин, Китай                   | |
| Поражение    | 13-4      | Тиаго Сантос         | Единогласное решение                           | UFC 227                                      | 4 августа 2018   | 3     | 5:00  | Лос-Анджелес, Калифорния, США  | Дебют в UFC |
| Победа       | 13-3      | Уилл Сантьяго        | Единогласное решение                           | Претендентская серия Дэйны Уайта             | 12 июня 2018     | 3     | 5:00  | Лас-Вегас, Невада, США         | |
| Победа       | 12-3      | Тиган Дули           | Удушающий приём (треугольник)                  | Bellator 195                                 | 2 марта 2018     | 1     | 2:59  | Такервилл, Оклахома, США       | |
| Победа       | 11-3      | Хейворд Чарльз       | Технический нокаут (удары)                     | Xtreme Knockout 39                           | 6 января 2018    | 3     | 3:34  | Даллас, Техас, США             | Защитил (2) пояс чемпиона XKO в среднем весе                                                                                       |
| Победа       | 10-3      | Грэйди Хёрли         | Технический нокаут (удар коленом и руками)     | LFA 21                                       | 1 сентября 2017  | 1     | 1:24  | Брансон, Миссури, США          | |
| Поражение    | 9-3       | Кёртис Миллендер     | Единогласное решение                           | LFA 13                                       | 2 июня 2017      | 3     | 5:00  | Бербанк, Калифорния, США       | Бой в полусреднем весе |
| Победа       | 9-2       | Дэвид Гомес          | Технический нокаут (удары)                     | KOTC: Supernova                              | 18 марта 2017    | 1     | 3:34  | Онтэрио, Калифорния, США       | |
| Победа       | 8-2       | Джефф Нил            | Технический нокаут (удары)                     | Xtreme Knockout 34                           | 28 января 2017   | 3     | 3:50  | Даллас, Техас, США             | Защитил (1) пояс чемпиона XKO в среднем весе                                                                                       |
| Победа       | 7-2       | Хосе Лейджа          | Технический нокаут (удары)                     | Xtreme Knockout 33                           | 5 ноября 2016    | 1     | 4:03  | Даллас, Техас, США             | Завоевал пояс чемпиона XKO в среднем весе                                                                                          |
| Победа       | 6-2       | Сэм Лиера            | Удушающий приём (гильотина)                    | KOTC: Martial Law                            | 18 сентября 2016 | 2     | 4:23  | Онтэрио, Калифорния, США       | |
| Победа       | 5-2       | Сэм Лиера            | Технический нокаут (удары)                     | KOTC: Night of Champions                     | 5 марта 2016     | 2     | 2:56  | Онтэрио, Калифорния, США       | Возвращение в полусредний вес |
| Поражение    | 4-2       | Рафаэль Ловато       | Удушающий приём (сзади)                        | Legacy Fighting Championship 46              | 2 октября 2015   | 1     | 1:24  | Аллен, Техас, США              | Дебют в среднем весе |
| Поражение    | 4-1       | Рамиль Мустапаев     | Единогласное решение                           | Key City Chaos 2                             | 15 августа 2015  | 3     | 5:00  | Абилин, Техас, США             | Промежуточный вес (79,38 кг) |
| Победа       | 4-0       | Виктор Рейна         | Удушающий приём (гильотина)                    | Xtreme Knockout 26                           | 27 июня 2015     | 1     | 3:44  | Даллас, Техас, США             | |
| Победа       | 3-0       | Аарон Ривз           | Сдача                                          | Kickass Productions: Border Wars             | 29 мая 2015      | 1     | 0:22  | Ларедо, Техас, США             | Промежуточный вес (78,93 кг). Холланд не уложился в лимит весовой категории                                                        |
| Победа       | 2-0       | Джейсон Перрота      | Технический нокаут (удары)                     | Genesis Combat Sports 3                      | 25 апреля 2015   | 1     | 1:36  | Лаббок, Техас, США             | Промежуточный вес (88,45 кг) |
| Победа       | 1-0       | Маркос Аюб           | Технический нокаут (удары)                     | Xtreme Knockout 25                           | 28 марта 2015    | 1     | 1:54  | Арлингтон, Техас, США          | Дебют в ММА. Бой в полусреднем весе                                                                                                |